# Der letzte Musketier
Der letzte Musketier (Originaltitel: Cyrano de Bergerac) ist ein in den Vereinigten Staaten produzierter Schwarz-Weiß-Film aus dem Jahr 1950 mit José Ferrer in der Hauptrolle.

## Handlung
Cyrano de Bergerac, ein Poet, der sich mit seiner spitzen Feder viele Feinde macht, ist ein gefürchteter Schwertkämpfer. Insgeheim aber leidet er unter seiner riesigen Nase.
Unsterblich in seine Cousine Roxanne verliebt, wagt er es aufgrund seines Aussehens nicht, ihr seine Gefühle zu offenbaren. Als sie ihm mitteilt, sie habe sich in den gut aussehenden Musketier Christian de Neuvillette verliebt, der im selben Regiment wie Cyrano dient, bittet sie ihn, Christian zu beschützen. Er sucht Christian auf und erfährt, dass dieser Roxannes Gefühle erwidert, aber nicht in der Lage ist, diese angemessen auszudrücken. Um den beiden zu helfen und über Christian Roxanne seine Gefühle ausdrücken zu können, flüstert er Christian seinen Text ein.
Derweil will Graf Guiche Roxanne heiraten, wird aber von Cyrano aufgehalten, bis diese mit Christian verheiratet ist. Hierüber erzürnt, beruft Guiche Christian zu seinem in den Krieg ziehenden Regiment ein. Aus dem Felde schreibt Cyrano ihr täglich Briefe. Eines Tages besucht Roxanne Christian und sagt ihm, sie habe sich nicht nur wegen seines Aussehens in ihn verliebt, sondern wegen seiner Worte. Christian begreift, dass Roxanne eigentlich Cyrano liebt, und überredet diesen, alles zu gestehen, um Roxanne entscheiden zu lassen. Doch bevor dies geschieht, wird Christian im Kampf getötet. Aus Trauer tritt Roxanne in ein Kloster ein. Über Jahre hinweg besucht Cyrano sie wöchentlich. Eines Tages wird er auf dem Weg zu Roxanne Opfer eines Mordanschlags. Schwer verletzt verbirgt er seine Verletzungen und sucht sie auf. Geschwächt rezitiert er aus dem Kopf einen Brief, den er einst in Christians Namen an sie schrieb. Roxanne kennt nun die Wahrheit, doch Cyrano stirbt in ihren Armen.

## Hintergrund
Der Film basiert auf dem Versdrama Cyrano de Bergerac des französischen Schriftstellers Edmond Rostand.

## Auszeichnungen
Oscarverleihung 1951
- gewonnen:
- Bester Hauptdarsteller: José Ferrer

Golden Globe Awards 1951
- gewonnen:
- Bester Hauptdarsteller: José Ferrer
- Beste Kamera (S/W): Franz F. Planer

- nominiert:
- Bester Film
- Beste Nachwuchsdarstellerin: Mala Powers

- nominiert:
- Directorial Achievement in Motion Pictures: Michael Gordon

National Film Registry
- Aufnahme 2022